# Rosamorada
Rosamorada est une municipalité (municipio en espagnol) de l'État du Nayarit, au Mexique. Elle est située à l'extrême nord de l'État. Sa superficie est de 2 073 km² et sa population 32 217 habitants d'après le recensement de 2005, qui révèle un déclin significatif par rapport à 1980, où elle était de 34 695 habitants. La majorité de la population est toujours rurale, les principales villes étant Rosamorada avec 3 393 habitants, San Vicente avec 4 556, Los Pericos avec 2 441, Chilapa avec 2 277, Pimientillo avec 1 824 et El Tamarindo avec 1 544.
Rosamorada tire son nom de l'existence d'un arbre feuillu aux fleurs pourpres appelé « clavellina », qu'on avait trouvé au centre de la ville.
L'économie est principalement agricole, avec la culture de haricots, de riz, de melons et de pastèques. Il existe également une pêche significative de la crevette dans les lagunes proches de l'océan Pacifique.
La partie ouest de la municipalité est composée de marais de mangrove, avec plusieurs grandes lagunes d'eau douce formées par les rivières Bejuco, San Juan et San Pedro, la dernière formant la frontière méridionale avec les communes d'El Nayar, Ruíz et Tuxpan. Dans la partie est, on trouve les contreforts de la Sierra Madre Occidentale.